# Vladimír Kadlec
Pour les articles homonymes, voir Kadlec.
Vladimir Kadlec, né le 9 juillet 1957, à Prague, en Tchécoslovaquie, est un ancien joueur allemand d'origine tchécoslovaque de basket-ball. Il évolue durant sa carrière aux postes d'arrière et d'ailier.

## Carrière
Kadlec a déménagé avec sa famille en 1969 en République fédérale allemande d'abord à Munich. Ses stations sportives étaient DJK Sportbund Munich, TSV 1860 Munich, SSV Hagen, TuS Bayer 04 Leverkusen, MTV Wolfenbüttel et BSC Saturn Cologne. En 1986, il a terminé sa carrière.

## Palmarès
- Coupe d'Allemagne 1982